# Зегерклещи
Зегерклещи (немски Sicherungsringzange или Seegerringzange) са специални клещи, които се използват за монтаж на зегерка върху вал или отвор. Има два основи вида зегерклещи:
- С едните клещи зегерката се монтира върху отвори, при което краищата на зегерката се притискат един към друг. Тези зегерки се наричат вътрешни зегерки.
- В другия случай, при монтиране на зегерка върху един вал, се използват едни разтварящи клещи. При това зегерката се монтира отвън на един вал, като се отварят краищата на зегерката. Тези зегерки са външни зегерки.

Зегерките са пружинни детайли и при монтирането и демонтирането им трябва да се внимава много поради опасността от нараняване. Освен това трябва да се работи с оглед запазване на детайлите, които са в близост от повреда.
Предните краища на зегерките са със закръгление. Българският стандарт за зегерки е БДС 2170-77. Поради разликите в размерите и в начина на монтиране на двата вида зегерки, обикновено се прави набор от различни резмери и видове клещи. Има и универсални клещи, които са с по-ниско качество.